# Kvádové

Území obývané Kvády v 1. a 2. století našeho letopočtu

Kvádové byli germánský kmen, který žil v době římské říše přibližně v oblasti současné Moravy. Patřili k velkému germánskému celku Svébů.
V 1. století př. n. l. žili Kvádové v oblasti severně od Mohanu. V letech 8–3 př. n. l. se postupně, podobně jako Markomani, přesunuli před útoky římských jednotek pod vedením Tudra na východ, kde se usadili v prostoru dnešní jižní Moravy, jihozápadního Slovenska a severního Dolního Rakouska.
Ve 2. třetině 1. století založili Kvádové pod vedením Vannia útvar nazývaný Vanniovo království, jehož centrum bylo východně od Malých Karpat na jihozápadě Slovenska, kromě toho zasahovalo i na území Dolního Rakouska a jižní Moravy. Kvádové využívali Jantarovou stezku, čímž byli zprostředkovateli obchodu mezi Římskou říší a oblasti na sever od Karpat. V roce 50 či 51 způsobily intriky Říma ve Vanniově království rozbroje, království bylo na Římské říši závislé. Vannius byl nucen utéct do exilu v Panonii. Vládu v zemi převzali jeho synovci Vangio a Sido.
Ve 2. století byli Kvádové pod velením Ariogaesa jedni z hlavních protagonistů Markomanských válek, po nichž zůstalo jejich království vůči Římu ve vazalském poměru. Počátkem 5. století se část Kvádů připojila k Vandalům při jejich tažení do Hispánie. Zbylí Kvádové byli podrobeni Langobardy.